# Alser Straße metróállomás

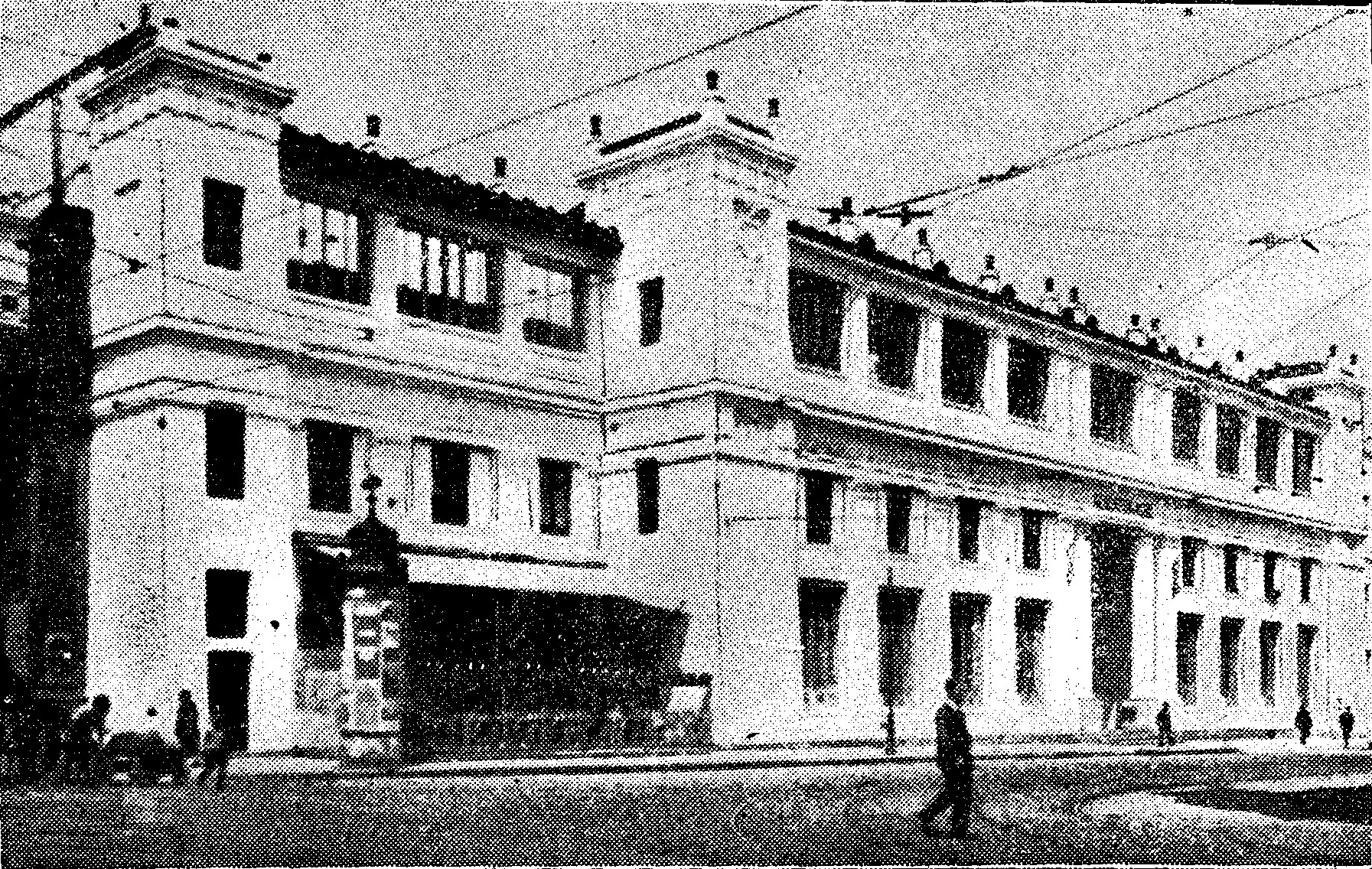
Az állomás látképe az átadása óta nem sokat változott

A bécsi Alser Straße metróállomás az U6-os metróvonal egyik állomása Josefstädter Straße és Michelbeuern állomások között Bécs 9. kerületében (Alsergrundben). A megálló 1898-ban épült, és eredetileg a Stadtbahnt szolgálta. 1918-ban az állomást bezárták, csak 1925-ben nyílt újra. 1989-ben a Stadtbahn megszűnésével átalakították metróállomássá, ám külső kinézetén nem változtattak, ezért műemlékvédelem alatt áll. 2014-ben elkezdték az állomás rekonstrukcióját, elsősorban a tetőszerkezetet újították fel.

## Jellemzője
Az állomás a föld felett épült, kétvágányos, szélső peronos kialakítású. A perontető nem fedi le a peron teljes hosszát. A szerelvények félreállítására lehetőség van egy plusz sínpáron, mely az állomás közeléből indul és Michelbeuern állomáson át haladva Währinger Straße állomás közelében ér véget.
Az állomás mindkét végén a metró viaduktja alatt 1-1 étterem helyezkedik el.
| U6 (Floridsdorf ↔ Siebenhirten) |                                            |                          |
| Állomás                         | Átszállási kapcsolatok                     | Fontosabb létesítmények  |
| Alser Straße                    | 43 N43, N64(éjszakai) Hernalser Gürtel: 44 | Szent Anna Gyermekkórház |

## Galéria

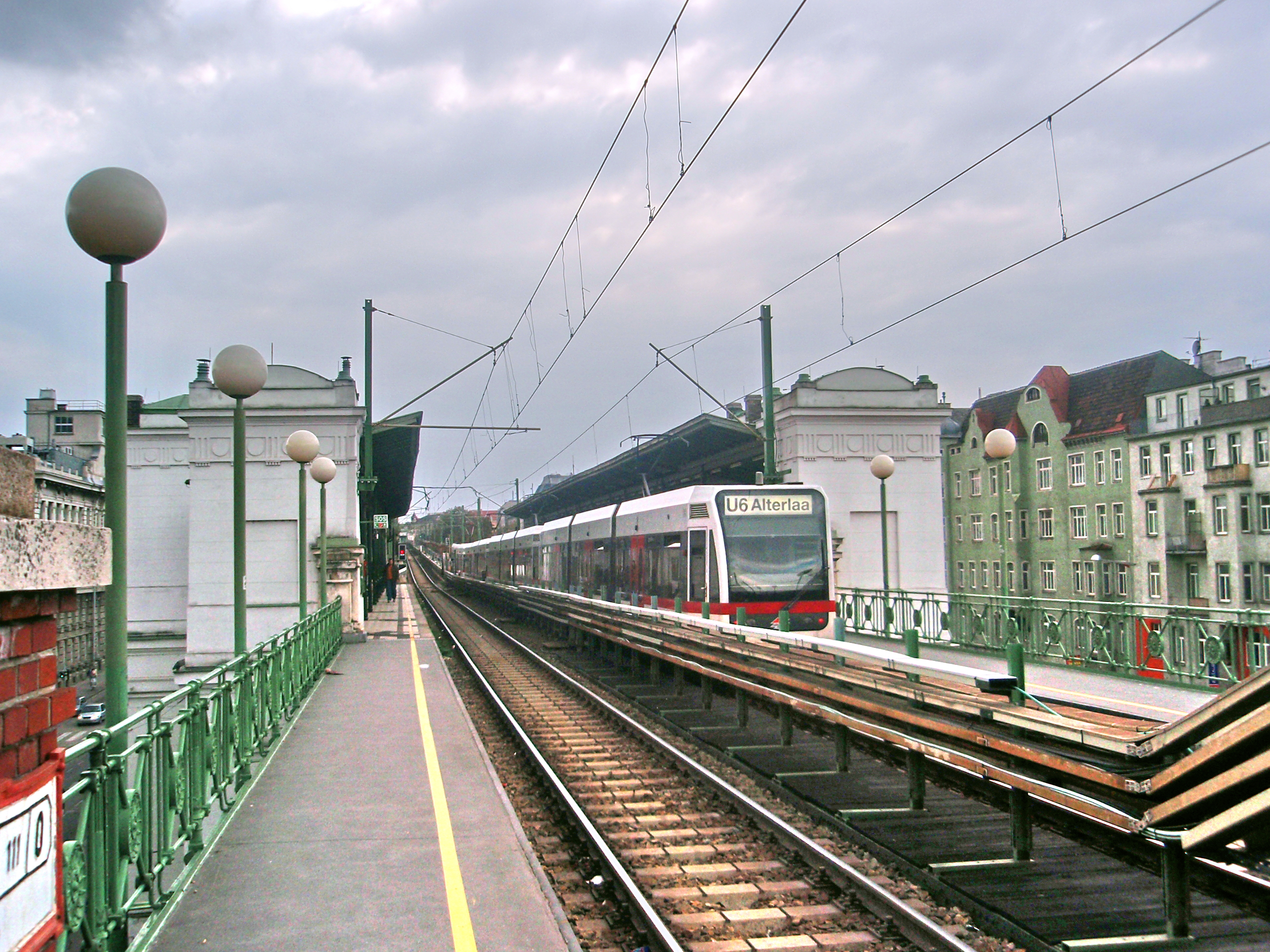
Az állomás  peronja
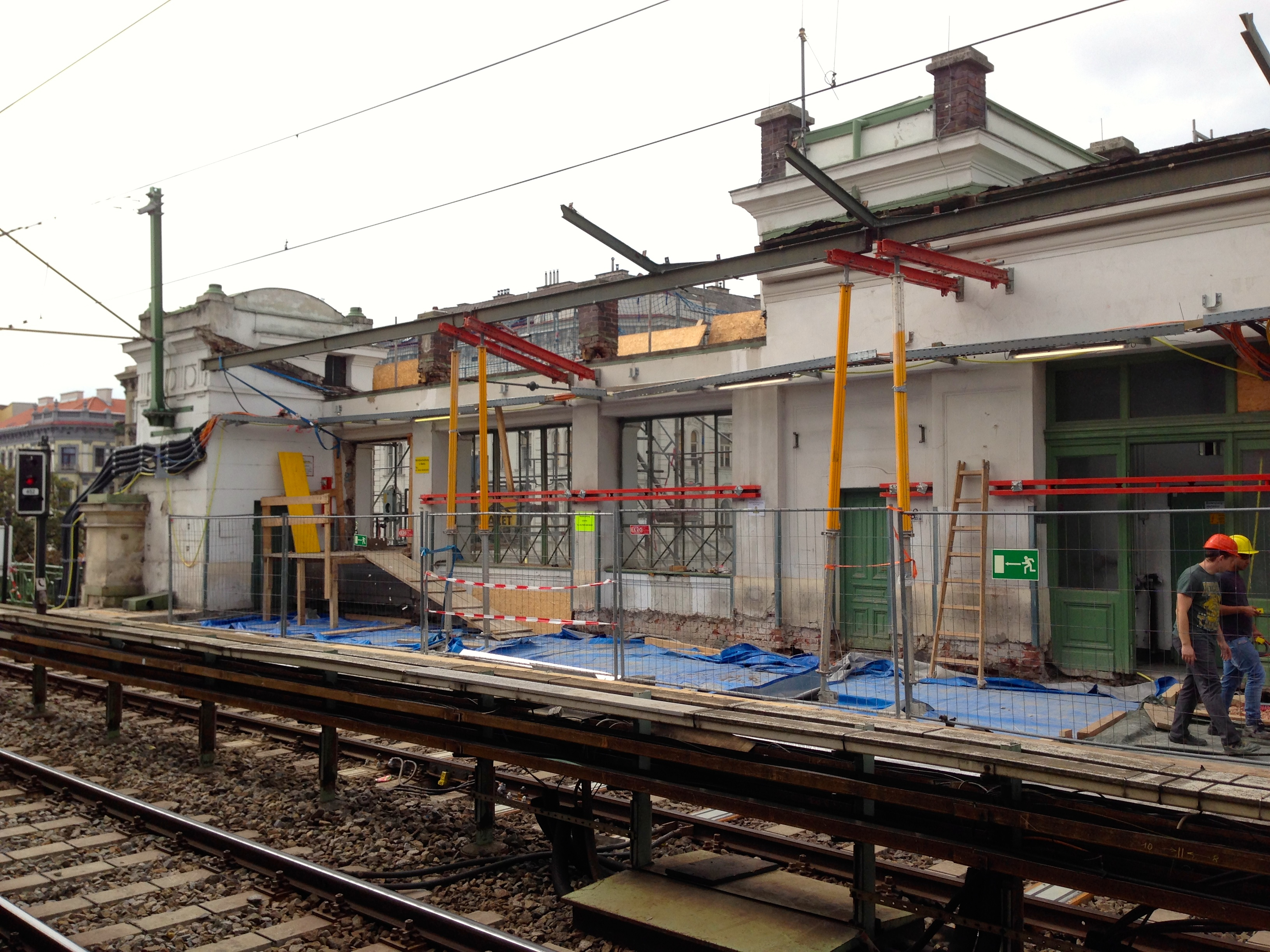
felújítási munkálatok 2014 szeptemberében
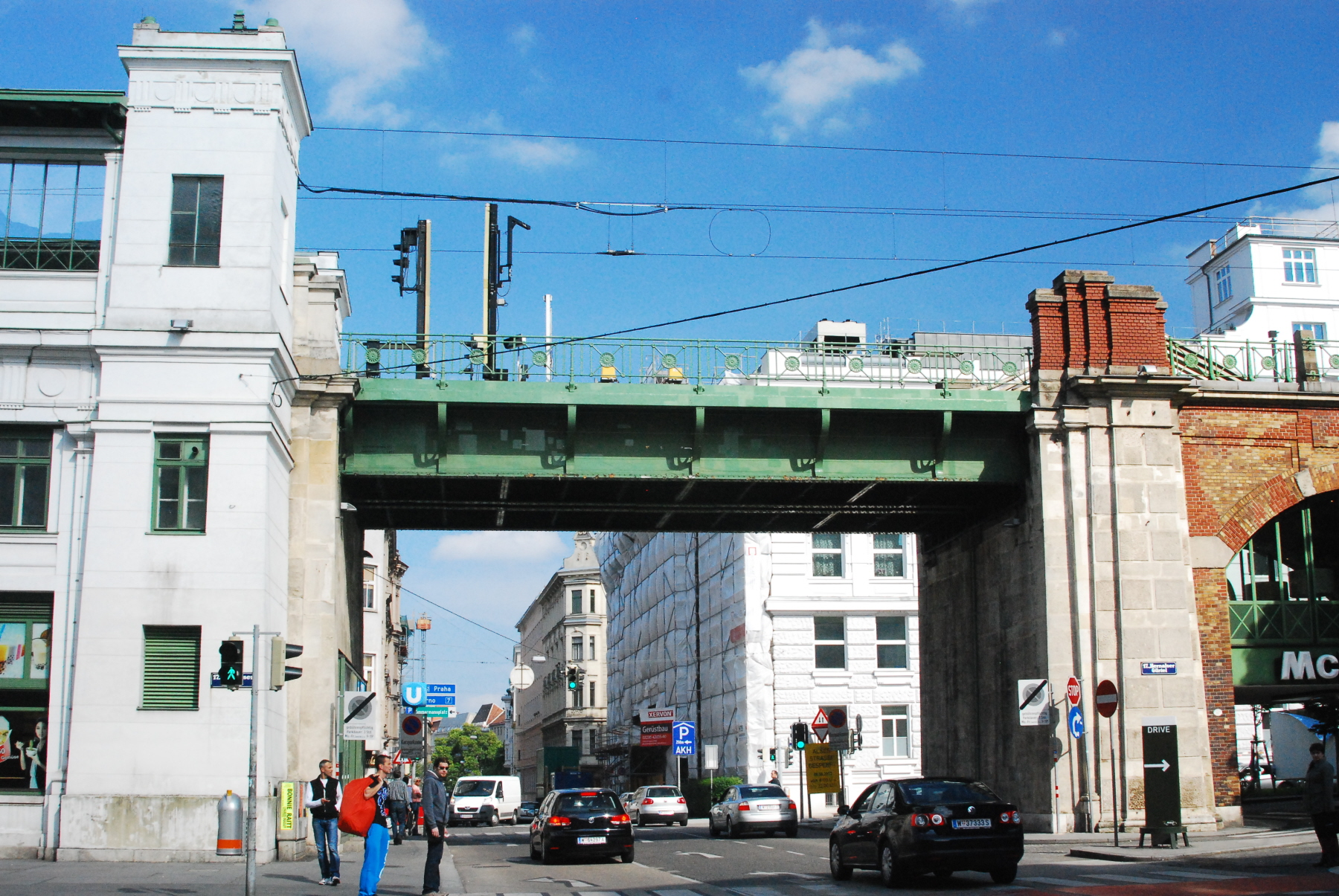
Az állomás után a metró a régi gőzvasút hídjain halad, ám az út felett egy fémvázas hídon megy át
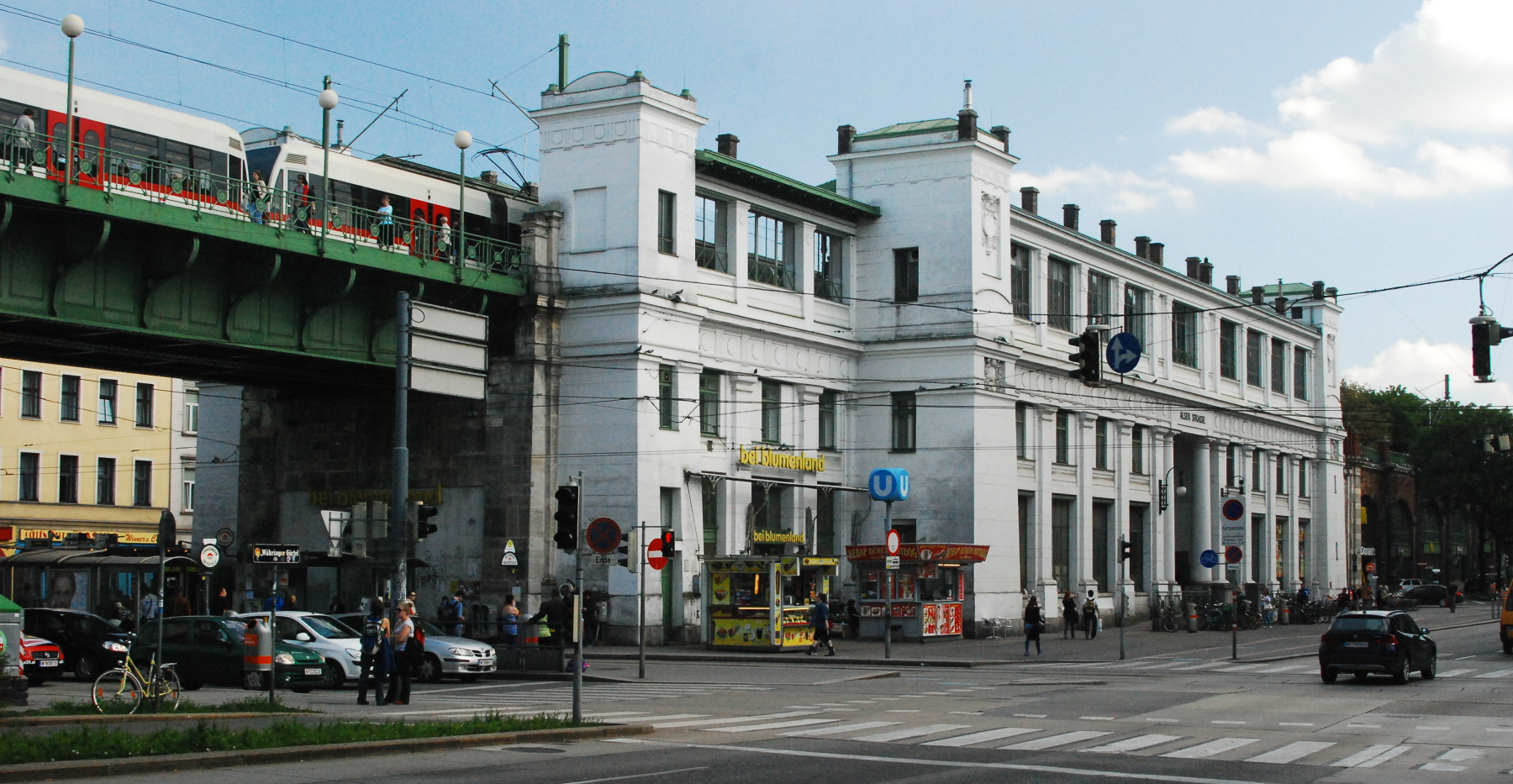
Szerelvény érkezik az állomásra

## Fordítás
- Ez a szócikk részben vagy egészben  az   U-Bahn-Station Alser Straße című német Wikipédia-szócikk fordításán alapul.  Az eredeti cikk szerkesztőit annak laptörténete sorolja fel. Ez a jelzés csupán a megfogalmazás eredetét és a szerzői jogokat jelzi, nem szolgál a cikkben szereplő információk forrásmegjelöléseként.